# Alfara d'Algímia
Alfara de Algimia là một đô thị ở comarca Camp de Morvedre cộng đồng Valencia, Tây Ban Nha. Đô thị này có diện tích km², dân số thời điểm năm 2006 là 507 người.